# Juliana Freire
Juliana Freire de Lima e Silva là một nhà khoa học máy tính người Brazil, làm việc với tư cách giáo sư khoa học máy tính và kỹ thuật tại Trường Kỹ thuật Bách khoa Đại học New York. Cô được biết đến với nghiên cứu về trực quan hóa thông tin, xuất xứ dữ liệu và hỗ trợ máy tính cho khả năng tái tạo khoa học.
Freire đã học đại học tại Đại học Liên bang Ceará ở Brazil và lấy bằng tiến sĩ tại Đại học Stony Brook. Trước khi gia nhập NYU-Poly vào năm 2011, cô là nhà nghiên cứu tại Phòng thí nghiệm Bell và là giảng viên của Đại học Khoa học &amp; Sức khỏe Oregon và Đại học Utah.
Các dự án nghiên cứu của Freire bao gồm hệ thống quản lý quy trình làm việc khoa học VisTrails, và công cụ tìm kiếm DeepPeep cho nội dung cơ sở dữ liệu web.
Freire là đồng chủ tịch chương trình của hội nghị WWW 2010. Năm 2014, Freire đã được bầu làm thành viên của Hiệp hội Máy tính "vì những đóng góp cho nghiên cứu quản lý và công nghệ xuất xứ, và khả năng tái tạo tính toán." của cô 